# HD 191984
HD 191984，又名BD+00 4444，SAO 125567、HR 7717，是一颗恒星，视星等为6.27，位于銀經43.3，銀緯-17.56，其B1900.0坐标为赤經20h 7m 29.1s，赤緯+0° -17.56′ 7″。